# Max Pagenstecher
Alexander Ludwig Maximilian „Max“ Pagenstecher (* 30. Juni 1874 in Wiesbaden; † 12. Juli 1957 in Königstein im Taunus) war ein deutscher Rechtswissenschaftler und Hochschullehrer.

## Leben
Max Pagenstecher wurde am 30. Juni 1874 in Wiesbaden als Sohn des Ophthalmologen Hermann Pagenstecher geboren. Er war ein Neffe von Alexander Pagenstecher, dem Gründer der Wiesbadener Augenheilanstalt. 1893 legte er die Reifeprüfung am humanistischen Gymnasium in Wiesbaden ab. Anschließend studierte er Rechtswissenschaften an den Universitäten Freiburg und Marburg. In Freiburg wurde er 1894 Mitglied des Corps Hasso-Borussia. 1897 legte er das erste Examen ab. An der Universität Jena wurde er 1898 promoviert und legte 1902 das zweite Examen ab. An der Universität Würzburg habilitierte er sich 1905 mit der Schrift Zur Lehre von der materiellen Rechtskraft und blieb in Würzburg bis 1909. Seit dieser Zeit verband ihn eine enge Freundschaft mit Albrecht Mendelssohn Bartholdy, die beide bis in ihre Zeit an der Universität Hamburg verbinden sollte.
Er erhielt zunächst einen Ruf an die Universität Lausanne als außerordentlicher Professor und wurde ein Jahr später, 1910, dort ordentlicher Professor. Er wechselte noch im selben Jahr an die Universität Halle-Wittenberg auf den Lehrstuhl für Zivilprozess, Konkursrecht und deutsche Rechtsgeschichte. Des beginnenden Ersten Weltkriegs wegen konnte er im Wintersemester 1914/15 nicht wie geplant ein Forschungssemester in Frankreich und Belgien verbringen. Dafür war er ab 1915 in der politischen Abteilung des Generalgouvernements (Pressedelegation) in Belgien beschäftigt. 1917 erhielt er einen Ruf an die Universität Frankfurt, wo er ein rechtsvergleichendes Institut aufbauen sollte. Seine letzte Station war die Universität Hamburg, an die er 1927 wechselte und bis zu seiner Emeritierung am 1. April 1939 verblieb. Er wurde Ordinarius für Zivilprozeßrecht, Konkursrecht und Bürgerliches Recht. 1933 wurde er Gaufachberater im Nationalsozialistischen Lehrerbund, 1937 trat er in die NSDAP ein. Im November 1933 unterzeichnete er das Bekenntnis der deutschen Professoren zu Adolf Hitler. Pagenstecher starb 1957 in Königstein im Taunus.

## Werk
Pagenstecher widmete sich zunächst vor allem wirtschaftlichen Themen, dem Konkursrecht sowie der Rechtsvergleichung. Dem Internationalen Zivilverfahrensrecht verhalf er in Deutschland zum Durchbruch als eigenständiger Disziplin. Er gründete mit anderen die Vereinigung Deutscher Zivilprozeßlehrer. Er war gemeinsam mit Albrecht Mendelssohn Bartholdy Mitgründer der Rheinischen Zeitschrift für Zivil- und Prozessrecht 1909 (ab 1927 Zeitschrift für ausländisches und internationales Privatrecht) und Mitherausgeber von Das Zivilprozessrecht der Kulturstaaten (1920), sowie der Zeitschrift Judicium ab 1928. Pagenstecher gehörte den Akademien von Mainz und Bologna an.
Seine Habilitationsschrift Zur Lehre von der materiellen Rechtskraft (1904) widmete sich der Frage, ob das rechtskräftige Sachurteil die materielle Rechtslage umformt. Pagenstecher schloss sich gegen Konrad Hellwig und Friedrich Stein  der sog. materiellen Rechtskrafttheorie an, wie sie bereits von Josef Kohler und Adolf Wach begründet worden war.

## Schriften (Auswahl)
- Zur Lehre von der materiellen Rechtskraft (1905).
- Kommentar zur Zivilprozeßordnung (1929).
- Der Konkurs: eine Einführung in seine Hauptprobleme mit 78 Lehrbeispielen für junge Juristen, Wirtschaftsprüfer und Kaufleute (1932)
- Der Grundsatz des Entscheidungseinklangs im internationalen Privatrecht. Ein Beitrag zur Lehre vom Renvoi (= Abhandlungen der Akademie der Wissenschaften und der Literatur. Geistes- und sozialwissenschaftliche Klasse. Jahrgang 1951, Band 5). Verlag der Wissenschaften und der Literatur in Mainz (in Kommission bei Franz Steiner Verlag, Wiesbaden).

## Ehrungen
- Ehrenbürger Universität Frankfurt